# Plundering van Barcelona (985)
In het jaar 985 lanceerde de generaal Almanzor uit het kalifaat Córdoba een veldtocht tegen het graafschap Barcelona die culmineerde in de plundering en verwoesting van de stad Barcelona.

## Verloop
In mei 985 verliet Almanzor Córdoba met zijn leger en marcheerde richting het graafschap Barcelona. Het leger werd vergezeld door een vloot die vanuit Cartagena vertrok. Almanzor trok het land van het graafschap binnen. Graaf Borrell II van Barcelona hoorde van de aanstaande inval en besloot de moslims te confronteren. Beide legers ontmoetten elkaar in Moncada eind juni en het leger van de Omajjaden versloeg met succes de Catalanen en doodde 500 van hun troepen. Borrel II ontsnapte van het slagveld en zette koers richting Barcelona. Almanzor arriveerde op 1 juli in de stad en belegerde de stad vanaf land en zee. Almanzor begon Barcelona met katapulten te bombarderen. De Catalaanse verdedigers verzetten zich dapper, maar het grootste deel van het garnizoen was onervaren, aangezien de meerderheid van het leger in Moncada werd gedood. Borrel II ontsnapte 's nachts over zee uit de stad.
De stad viel op 6 juli en de Omajjaden begonnen de stad te plunderen; het hele garnizoen werd gedood en de inwoners werden gedood of tot slaaf gemaakt. Eén verslag meldt dat 70.000 mensen tot slaaf werden gemaakt, maar dit aantal is overdreven. Almanzor probeerde de stad niet te behouden, aangezien het zijn doel was om de christelijke macht in het oosten van Iberië te verzwakken.